# ПЕНТТБОМ
ПЕНТТБОМ e кодовото име на разследването на ФБР относно атаките от 11 септември в Ню Йорк и Вашингтон.
Това е най-мащабното криминално разследване в американската история. Името му произлиза от „Бомбардирането на Пентагона и кулите близнаци“ (Pentagon/Twin Towers Bombing Investigation).